# Longview (dal)
A Longview az Green Day rockegyüttes első kislemeze 1994-es Dookie című albumukról. A számhoz készült videóklipet az MTV gyakran játszotta, ez nagyban hozzájárult a Green Day mainstream sikeréhez.
A dalszöveg az unalmat írja le, azt, hogy egész nap a házban ücsörögsz, abszolút semmi fontosat nem csinálsz, maszturbálsz addig, amíg már nem is szórakoztat, nincs munkád, se életed, és egész nap palacsintát eszel. A dalra sok fiatal felfigyelt amiatt, hogy egyértelműen utalt a maszturbációra. Mike Dirnt basszusgitáros azt mondta, hogy a híres basszusintró a dalban egy olyan estén született, mikor be volt szívva, és az albumon annyi hallható, amire reggel ő és a frontember Billie Joe Armstrong vissza tudtak emlékezni. Mike Dirnt egész pontosan LSD hatása alatt volt, amikor a basszusszólamot írta - nyilatkozta Bille Joe egy interjúban (Times Talks). A strófák tartalmazzák azt a bizonyos basszusszólamot, törzsi tom-tom dobpergést tetőzve a melodikus, de azért pusztító énekkel visszhangot képezve az 1960-as évek klasszikusára a "We Gotta Get Out of This Place"-re a The Animals-től.
1995-ben a Green Day jelölve volt a Grammy-n a Legjobb új előadó és a Legjobb Hard Rock előadás kategóriákban a "Longview"-ért.
A szám megtalálható még a 2001-es legjobb számok gyűjteményükön az International Superhits-en és egy élő felvétel pedig a Bullet in a Bible-n látható/hallható.

## A dal ötlete
"Az unalomról, maszturbációról és a füvezésről szól" - Billie Joe Armstrong
"Úgy sejtem, hogy csak ott élni a külvárosban egy fajta szar városban ahol még egy jó rádióadót sem tudsz befogni. Rodeóban Kaliforniában laktam olyan 20 percre Oakland-től. Semmit nem lehetett ott csinálni, nagyon unalmas hely volt." - Billie Joe Armstrong egy interjúban a Guitar Legends magazinban 2005 májusában.
"Mikor Billie megadta nekem a Longview nagyjábóli ritmusát, nagyon be voltam állva. Neki voltam dőlve a falnak, a basszusgitárom pedig az ölemben feküdt. Egyszer csak megjött. Azt mondtam: "Bill, ezt figyeld! Nem ez a leghülyébb dolog amit valaha is hallottál?" Később sok időbe telt, hogy el tudjam játszani, de mikor be voltam szívva volt értelme." - Mike Dirnt a Rolling Stone magazinban 1995-ben.
Azt mondják, hogy a dal címe onnan jött, hogy a számot először Longview-ban Washingtonban játszották el. - Jim Baltutis a koncert sajtósa szerint.

## Videóklip
A videót egy homályosan megvilágított ház alagsorában vették fel - ahol a zenekar élt - Oakland-ben Kalifornia-ban. A klip állítólag 300$-ba került. A zenekar tagjai azt mondják, hogy a video szándékosan trutyis, a filmezése alacsony költségvetésű és láthatóak pattanások, mellek. Ez a Green Day első videóklipje, Mark Kohr rendezte. Annak ellenére, hogy a video 1993 nyarán jelent meg, 1994-ben három MTV Video Music Awards-ra volt jelölve: Legjobb zenekari klip, Legjobb alternatív klip és a Legjobb új előadó.

## Apróságok
- A Dookie eredeti verzióján a dal címe "Long View" ami valószínűleg ugyanolyan hiba mint a "Stuck With Me" címe.
- Richard Cheese and Lounge Against the Machine feldolgozta a számot trópusi, karibi stílusban a 2004-es albumukon az I'd Like a Virgin-en.
- A klipet kritizálták az akkor népszerű showban az MTV-n a Beavis and Butthead-ben.
- Robert Eggplant a Blatz-ből és a The Hope Bombs-ból hallható a "Call me what you will" szövegrész alatt amint azt énekli "What you will" mivel ez szokta ordítani mielőtt a zenekarok játszanak.
- A refrénben található sorok a megvakulásról visszhangjai egy népszerű mítosznak ami azt állítja, hogy a folyamatos maszturbációtól meg lehet vakulni.

## Számlista
1. "Longview (album verzió)"
2. "Welcome To Paradise (élő)"
3. "One Of My Lies (élő)"

- ( az élő számokat 1994. március 11-én vették fel Jannus Landing-ben, St.Petersburg-ban, Kaliforniában)

## Fordítás
Ez a szócikk részben vagy egészben  a   Longview (song) című angol Wikipédia-szócikk fordításán alapul.  Az eredeti cikk szerkesztőit annak laptörténete sorolja fel. Ez a jelzés csupán a megfogalmazás eredetét és a szerzői jogokat jelzi, nem szolgál a cikkben szereplő információk forrásmegjelöléseként.